# Arnay-sous-Vitteaux
Arnay-sous-Vitteaux è un comune francese di 114 abitanti situato nel dipartimento della Côte-d'Or nella regione della Borgogna-Franca Contea.

## Società

### Evoluzione demografica
Abitanti censiti